# 李茜 (1977年)
李茜（1977年8月—），女，山東曹縣人，云南广播电视台党委副书记兼总编辑（正厅级，2019年11月—）、云南省省委宣传部副部长（2013年8月-?）。2001年9月-2002年9月赴英国曼彻斯特大学获发展经济学硕士。

## 升遷
中共黨員，1998年8月參加工作。1998年8月-2013年8月，歷任雲南省財政部農業司幹部、科員、副主任科員，國際司副主任科員，國際司國際金融組織四處主任科員、二處副處長，財政部機關團委書記（副處級、正處級），昆明市副市長（掛職二年），雲南省委對外宣傳辦公室（省政府新聞辦公室）主任（掛職），雲南省委宣傳部副部長、省委對外宣傳辦公室（省政府新聞辦公室）主任（掛職）、主任（副廳級）。2013年8月起，任雲南省省委宣傳部副部長、省委對外宣傳辦公室（省政府新聞辦公室）主任，旅游發展委員會副主任（兼）。